# Villedieu-lès-Bailleul
Villedieu-lès-Bailleul is een gemeente in het Franse departement Orne (regio Normandië) en telt 212 inwoners (1999). De plaats maakt deel uit van het arrondissement Argentan.

## Geografie
De oppervlakte van Villedieu-lès-Bailleul bedraagt 4,7 km², de bevolkingsdichtheid is 45,1 inwoners per km².
De onderstaande kaart toont de ligging van Villedieu-lès-Bailleul met de belangrijkste infrastructuur en aangrenzende gemeenten.

## Demografie
Onderstaande figuur toont het verloop van het inwonertal (bron: INSEE-tellingen).